# ریتمم را بهم نزن
ریتمم را بهم نزن (به انگلیسی: Don't Mess Up My Tempo) ششمین آلبوم استودیویی گروه موسیقی اکسو است. این آلبوم در ۲ نوامبر ۲۰۱۸ و توسط اس‌ام اینترتینمنت منتشر شد. لی برای نخستین بار پس از آلبوم چندآهنگهٔ برای زندگی، در نسخهٔ چینی قطعهٔ اصلی آلبوم، «تمپو»، حضور داشت. این آلبوم در چهار نسخهٔ آلگرو، مودراتو، آندانته و ویواچه ارائه شد. آلبوم پس از انتشار در صدر جدول آلبوم‌های گائون جای گرفت. آلبوم بسته‌بندی‌شده با عنوان شلیک عشق (به انگلیسی: Love Shot)، در ۱۳ دسامبر ۲۰۱۸ منتشر گردید.

## زمینه و انتشار

### ریتمم را بهم نزن
ریتمم را بهم نزن پنجمین آلبوم کره‌ای گروه و درمجموع ششمین آلبوم آن‌ها می‌باشد. این آلبوم پس از اولین آلبوم استودیویی ژاپنی، کانت‌داون، که در ژانویهٔ ۲۰۱۸ منتشر شده بود، انتشار یافت؛ آلبوم کره‌ای پیشین گروه، آلبوم چندآهنگهٔ کائنات بود که در دسامبر ۲۰۱۷، منتشر شده‌بود. در اکتبر ۲۰۱۸ اعلام شد، لی برای نخستین بار پس از آلبوم اگزکت، در این آلبوم حضور خواهد یافت. لی در ضبط نسخهٔ چینی تک‌آهنگ لید آلبوم، «تمپو» و همچنین در موزیک ویدئوی این قطعه حضور یافت.
در ۲ نوامبر، ریتمم را بهم نزن به‌صورت فیزیکی و دیجیتالی، به‌همراه موزیک ویدئوی کره‌ای «تمپو» منتشر شد. نسخهٔ چینی این موزیک ویدئو چندین ساعت بعد انتشار یافت.

### شلیک عشق
در ۱۱ نوامبر ۲۰۱۸، کای و سوهو اعلام کردند که آلبوم بسته‌بندی‌شده بدون حضور لی منتشر خواهد شد. عنوان این آلبوم در ۱۳ دسامبر، شلیک عشق اعلام شد و درنهایت در ۱۳ دسامبر ۲۰۱۸ منتشر گردید.

## عملکرد تجاری

### ریتمم را بهم نزن
در ۳۱ اکتبر ۲۰۱۸ و ۲۸ روز پس از آغاز پیش‌فروش، پیش‌فروش ریتمم را بهم نزن از مرز ۱٫۱ میلیون گذشت. در ۸ نوامبر، این آلبوم در صدر جدول آلبوم‌های گائون جای گرفت.
از ۱۱ نوامبر، ۱٬۱۷۹٬۹۹۷ نسخه از آلبوم به‌فروش رسید و اکسو را به نخستین گروهی در کرهٔ جنوبی تبدیل کرده که در مجموع بیش از ۱۰٬۰۰۰٬۰۰۰ نسخه فروش آلبوم داشته‌است. در ۱۲ نوامبر، این آلبوم در جایگاه ۲۳ بیلبورد ۲۰۰ جای گرفت، این بالاترین جایگاهی بود که آلبومی از اکسو در آن قرار می‌گرفت.
در ۱۰ ژانویهٔ ۲۰۱۹ و توسط گائون، گواهی «میلیون» به این آلبوم داده شد.

### شلیک عشق
در ۹ دسامبر، آلبوم بسته‌بندی‌شده در رتبهٔ اول جدول آلبوم‌های گائون قرار گرفت و در فوریهٔ ۲۰۱۹، گواهی «۲× پلاتین» به آن تعلق گرفت.

## فهرست ترانه‌ها
توضیحات برگرفته از اسپاتیفای، اپل میوزیک و ناور می‌باشد.
| ریتمم را بهم نزن | ریتمم را بهم نزن    | ریتمم را بهم نزن                  | ریتمم را بهم نزن                                                                     | ریتمم را بهم نزن               | ریتمم را بهم نزن |
| شماره            | نام                 | سراینده                           | آهنگساز                                                                              | تنظیم                          | مدت              |
| ---------------- | ------------------- | --------------------------------- | ------------------------------------------------------------------------------------ | ------------------------------ | ---------------- |
| ۱.               | «تمپو»              | پنومکو ام‌زدام‌سی یو یونگ-جین جی‌کیو | جمیل «دیجی» چمس لون کالی آماندا سالسابیلا تی جاسپر آدرین مک‌کینن ام‌زدام‌سی             | جمیل «دیجی» چمس                | ۳:۴۴             |
| ۲.               | «نشانه»             | جی‌کیو مولا (مکیومین ورکز)         | هاروی میسون جونیور کوین رندولف پاتریک جی. کیو اسمیت دیوین ویتمور بریت برتون اندرو هی | هاروی میسون جونیور کوین رندولف | ۳:۱۳             |
| ۳.               | «اووه لا لا لا»     | هوانگ یو-بین                      | جمیل «دیجی» چمس اندرو بتزی جاستین لوکاس آنتونی پاولز ام‌زدام‌سی                        | جمیل «دیجی» چمس جاستین لوکاس   | ۳:۰۷             |
| ۴.               | «جاذبه»             | چانیول کیم مین-جونگ               | ال‌دی‌ان نویز دیز آدرین مک‌کینن                                                         | ال‌دی‌ان نویز                    | ۳:۵۴             |
| ۵.               | «با تو»             | چانیول کیم مین-جی                 | چانیول سانز آو سونیکس وارن وید استون مریگولد                                         | سانز آو سونیکس                 | ۳:۰۸             |
| ۶.               | «۲۴/۷»              | کنزی                              | هاروی میسون جونیور ویویز وایلدکاردز آرون برتون اندرو هی                              | ویویز وایلدکاردز               | ۴:۰۳             |
| ۷.               | «خواب بد»           | سو جی-ایم                         | مایک دیلی میچل اوونز بیانکا «بلاش» اتربری دیز                                        | مایک دیلی میچل اوونز           | ۳:۵۶             |
| ۸.               | «خسارت»             | شین جین-هه (جم فکتوری)            | ال‌دی‌ان نویز دیز آدرین مک‌کینن                                                         | ال‌دی‌ان نویز                    | ۳:۲۹             |
| ۹.               | «لبخندی بر چهرهٔ من» | جی‌کیو پارک جی-هی                  | برایان کندی ایان جیمز ساموئل جنسن                                                    | برایان کندی                    | ۳:۳۸             |
| ۱۰.              | «واحه»              | جو یون-کیونگ                      | کوین وایت مایک وودز اندرو بتزی ام‌زدام‌سی                                              | رایس ان پیز                    | ۳:۱۴             |
| ۱۱.              | «تمپو» (نسخهٔ چینی)  | آریس چن                           | جمیل «دیجی» چمس لون کالی تی جاسپر آدرین مک‌کینن ام‌زدام‌سی                              | جمیل «دیجی» چمس                | ۳:۴۴             |
| مجموع مدت:       | مجموع مدت:          | مجموع مدت:                        | مجموع مدت:                                                                           | مجموع مدت:                     | ۳۹:۱۷            |

| شلیک عشق   | شلیک عشق                        | شلیک عشق                          | شلیک عشق                                                                             | شلیک عشق                                        | شلیک عشق |
| شماره      | نام                             | سراینده                           | آهنگساز                                                                              | تنظیم                                           | مدت      |
| ---------- | ------------------------------- | --------------------------------- | ------------------------------------------------------------------------------------ | ----------------------------------------------- | -------- |
| ۱.         | «شلیک عشق»                      | جو یون-کیونگ چن چانیول            | مایک وودز کوین وایت اندرو بتزی آنتونی روسو ام‌زدام‌سی                                  | رایس ان پیز                                     | ۳:۲۰     |
| ۲.         | «تمپو»                          | پنومکو ام‌زدام‌سی یو یونگ-جین جی‌کیو | جمیل «دیجی» چمس لون کالی آماندا سالسابیلا تی جاسپر آدرین مک‌کینن ام‌زدام‌سی             | جمیل «دیجی» چمس                                 | ۳:۴۴     |
| ۳.         | «ضربه»                          | جو یون-کیونگ چانیول               | کینون مور سدریک «دابنچوارما» اسمیت رایان اس. جون دنی جونز                            | سدریک «دابنچوارما» اسمیت رایان اس. جون دنی جونز | ۳:۴۲     |
| ۴.         | «صبر کن»                        | سو جی-ایم                         | آندریاس اوبرگ جیمی برنی                                                              | آندریاس اوبرگ جیمی برنی                         | ۴:۰۸     |
| ۵.         | «نشانه»                         | جی‌کیو مولا (مکیومین ورکز)         | هاروی میسون جونیور کوین رندولف پاتریک جی. کیو اسمیت دیوین ویتمور بریت برتون اندرو هی | هاروی میسون جونیور کوین رندولف                  | ۳:۱۳     |
| ۶.         | «اووه لا لا لا»                 | هوانگ یو-بین                      | جمیل «دیجی» چمس اندرو بتزی جاستین لوکاس آنتونی پاولز ام‌زدام‌سی                        | جمیل «دیجی» چمس جاستین لوکاس                    | ۳:۰۷     |
| ۷.         | «جاذبه»                         | چانیول کیم مین-جونگ               | ال‌دی‌ان نویز دیز آدرین مک‌کینن                                                         | ال‌دی‌ان نویز                                     | ۳:۵۴     |
| ۸.         | «با تو»                         | چانیول کیم مین-جی                 | چانیول سانز آو سونیکس وارن وید استون مریگولد                                         | سانز آو سونیکس                                  | ۳:۰۸     |
| ۹.         | «۲۴/۷»                          | کنزی                              | هاروی میسون جونیور ویویز وایلدکاردز آرون برتون اندرو هی                              | ویویز وایلدکاردز                                | ۴:۰۳     |
| ۱۰.        | «خواب بد»                       | سو جی-ایم                         | مایک دیلی میچل اوونز بیانکا «بلاش» اتربری دیز                                        | مایک دیلی میچل اوونز                            | ۳:۵۶     |
| ۱۱.        | «خسارت»                         | شین جین-هه (جم فکتوری)            | ال‌دی‌ان نویز دیز آدرین مک‌کینن                                                         | ال‌دی‌ان نویز                                     | ۳:۲۹     |
| ۱۲.        | «لبخندی بر چهرهٔ من»             | جی‌کیو پارک جی-هی                  | برایان کندی ایان جیمز ساموئل جنسن                                                    | برایان کندی                                     | ۳:۳۸     |
| ۱۳.        | «واحه»                          | جو یون-کیونگ                      | کوین وایت مایک وودز اندرو بتزی ام‌زدام‌سی                                              | رایس ان پیز                                     | ۳:۱۴     |
| ۱۴.        | «شلیک عشق» (نسخهٔ چینی)          | لو یی چو                          | مایک وودز کوین وایت اندرو بتزی آنتونی روسو ام‌زدام‌سی                                  | رایس ان پیز                                     | ۳:۲۰     |
| ۱۵.        | «تمپو» (نسخهٔ چینی (به‌همراه لی)) | آریس چن                           | جمیل «دیجی» چمس لون کالی تی جاسپر آدرین مک‌کینن ام‌زدام‌سی                              | جمیل «دیجی» چمس                                 | ۳:۴۴     |
| مجموع مدت: | مجموع مدت:                      | مجموع مدت:                        | مجموع مدت:                                                                           | مجموع مدت:                                      | ۵۳:۴۹    |

## جداول
| جدول (۲۰۱۸)                                   | بالاترین موقعیت  | بالاترین موقعیت |
| جدول (۲۰۱۸)                                   | ریتمم را بهم نزن | شلیک عشق        |
| --------------------------------------------- | ---------------- | --------------- |
| آلبوم‌های استرالیایی (ای‌آرآی‌ای)                | ۶۷               | —               |
| آلبوم‌های بلژیکی (اولتراتاپ فلاندرز)           | ۸۴               | —               |
| آلبوم‌های بلژیکی (اولتراتاپ والونیا)           | ۱۵۸              | —               |
| آلبوم‌های کانادایی (بیلبورد)                   | ۷۴               | —               |
| آلبوم‌های چینی (یین‌یوتای)                      | ۱                | —               |
| آلبوم‌های هلندی (جدول‌های هلند)                 | ۹۰               | —               |
| آلبوم‌های استونی (استی اکسپرس)                 | ۱۹               | —               |
| آلبوم‌های فرانسوی (اس‌ان‌ئی‌پی)                   | ۱۹۱              | —               |
| آلبوم‌های ژاپنی (اریکن)                        | ۳                | ۳               |
| آلبوم‌های داغ ژاپن (بیلبورد ژاپن)              | ۵                | ۱۳              |
| آلبوم‌های لتونی (ال‌ای‌آی‌پی‌ای)                   | ۳۰               | ۱۶              |
| آلبوم‌های لیتوانی (ای‌جی‌ای‌تی‌ای)                 | ۱۹               | —               |
| آلبوم‌های کرهٔ جنوبی (گائون)                    | ۱                | ۱               |
| آلبوم‌های دیجیتال بریتانیا (شرکت جدول‌های رسمی) | ۱۹               | —               |
| آلبوم‌های مستقل بریتانیا (شرکت جدول‌های رسمی)   | ۲۴               | —               |
| بیلبورد ۲۰۰ ایالات متحده                      | ۲۳               | —               |
| آلبوم‌های مستقل ایالات متحده (بیلبورد)         | ۱                | ۴۵              |
| آلبوم‌های موسیقی ملل ایالات متحده (بیلبورد)    | ۱                | ۸               |

| جدول (۲۰۱۸)                           | موقعیت |
| ------------------------------------- | ------ |
| آلبوم‌های چینی (یین‌یوتای)              | ۱      |
| آلبوم‌های کرهٔ جنوبی (گائون)            | ۳      |
| آلبوم‌های جهانی ایالات متحده (بیلبورد) | ۸      |
| جدول (۲۰۱۹)                           | موقعیت |
| آلبوم‌های مستقل ایالات متحده (بیلبورد) | ۴۵     |
| آلبوم‌های جهانی ایالات متحده (بیلبورد) | ۱۱     |

## گواهی‌ها و فروش
|                      |           |            |
| منطقه                | گواهی‌نامه | گواهی/فروش |
| کرهٔ جنوبی (کی‌ام‌سی‌ای) | میلیون    | ۱٬۰۰۰٬۰۰۰  |
|                      |           |            |
| منطقه                | گواهی‌نامه | گواهی/فروش |
| کرهٔ جنوبی (کی‌ام‌سی‌ای) | ۲× پلاتین | ۵۰۰٬۰۰۰    |
|                      |           |            |

| منطقه                | فروش             | فروش      | مجموع     |
| منطقه                | ریتمم را بهم نزن | شلیک عشق  | مجموع     |
| -------------------- | ---------------- | --------- | --------- |
| چین                  | ۹۶۲٬۲۶۳          | ۱٬۸۳۳٬۶۷۵ | ۲٬۷۹۶٬۰۰۰ |
| ژاپن (اریکن)         | ۶۴٬۶۱۳           | —         | ۶۴٬۶۱۳    |
| کرهٔ جنوبی (گائون)    | ۱٬۴۵۲٬۰۳۰        | ۵۱۳٬۵۱۲   | ۱٬۹۶۵٬۵۴۲ |
| ایالات متحده (نیلسن) | ۵۰٬۰۰۰           | —         | ۵۰٬۰۰۰    |

## دستاوردها
| منتقد/ناشر       | فهرست                        | رتبه | منبع   |
| ---------------- | ---------------------------- | ---- | ------ |
| بیلبورد          | ۲۰ آلبوم برتر کی‌پاپ در ۲۰۱۸  | ۵    | [ ۴۱ ] |
| آیدولاتور        | ۱۰ آلبوم برتر کی-پاپ در ۲۰۱۸ | ۴    | [ ۴۲ ] |
| رولینگ استون هند | ۱۰ آلبوم برتر کی-پاپ در ۲۰۱۸ | ۵    | [ ۴۳ ] |
| ریفاینری۲۹       | ۱۲ آلبوم برتر کی-پاپ در ۲۰۱۸ | ۴    | [ ۴۴ ] |
| براوو            | ۱۰ آلبوم برتر کی-پاپ سال     | ۵    | [ ۴۵ ] |
| کالت‌سین          | برترین آلبوم‌های کی-پاپ ۲۰۱۸  | —    | [ ۴۶ ] |

| منتقد/ناشر | فهرست                        | رتبه | منبع   |
| ---------- | ---------------------------- | ---- | ------ |
| بیلبورد    | ۲۵ آلبوم برتر کی-پاپ در ۲۰۱۰ | ۱۶   | [ ۴۷ ] |

| منتقد/ناشر | فهرست                          | اثر   | رتبه | منبع   |
| ---------- | ------------------------------ | ----- | ---- | ------ |
| ام‌تی‌وی     | ۱۸ بی-ساید برتر کی-پاپ در ۲۰۱۸ | جاذبه | ۳    | [ ۴۸ ] |
| کالت‌سین    | ۲۵ بی-ساید برتر کی-پاپ در ۲۰۱۸ | جاذبه | ۲    | [ ۴۹ ] |

## تاریخچهٔ انتشار
| نسخه             | منطقه        | تاریخ          | قالب                     | ناشر                    |
| ---------------- | ------------ | -------------- | ------------------------ | ----------------------- |
| ریتمم را بهم نزن | کرهٔ جنوبی    | ۲ نوامبر ۲۰۱۸  | سی‌دی دانلود دیجیتال جاری | اس‌ام اینترتینمنت آی‌ریور |
| ریتمم را بهم نزن | ایالات متحده | ۲ نوامبر ۲۰۱۸  | سی‌دی دانلود دیجیتال جاری | اس‌ام اینترتینمنت آی‌ریور |
| ریتمم را بهم نزن | دیگر         | ۲ نوامبر ۲۰۱۸  | دانلود دیجیتال جاری      | اس‌ام اینترتینمنت        |
| شلیک عشق         | کرهٔ جنوبی    | ۱۳ دسامبر ۲۰۱۸ | سی‌دی دانلود دیجیتال جاری | اس‌ام اینترتینمنت آی‌ریور |
| شلیک عشق         | ایالات متحده | ۱۳ دسامبر ۲۰۱۸ | سی‌دی دانلود دیجیتال جاری | اس‌ام اینترتینمنت آی‌ریور |
| شلیک عشق         | دیگر         | ۱۳ دسامبر ۲۰۱۸ | دانلود دیجیتال جاری      | اس‌ام اینترتینمنت        |

## واژه‌نامه
1. ↑  Allegro
2. ↑  Moderato
3. ↑  Andante
4. ↑  Vivace
5. ↑  Sign
6. ↑  Ooh La La La, 닿은 순간; Daheun sungan
7. ↑  Gravity
8. ↑  With You, 가끔; Gakkeum
9. ↑  Bad Dream, 후폭풍; Hupogpung
10. ↑  Damage
11. ↑  Smile On My Face, 여기 있을게; Yeogi isseulge
12. ↑  Oasis, 오아시스; Oasiseu
13. ↑  Tempo, 节奏
14. ↑  Trauma, 트라우마
15. ↑  Wait
16. ↑  Love Shot, 宣告